# Ansgar
Svatý Ansgar z Hamburku (česky Oskar, lat. Anscarius, něm. též Anskar apod.; asi 8. září 801 v Corbie – 3. února 865 v Brémách) byl benediktinský mnich, učitel, misionář a vizionář. Působil v Dánsku, Švédsku a severním Německu, byl prvním arcibiskupem v Hamburku a v Brémách, kde je uctíván jako svatý patron města.

## Životopis

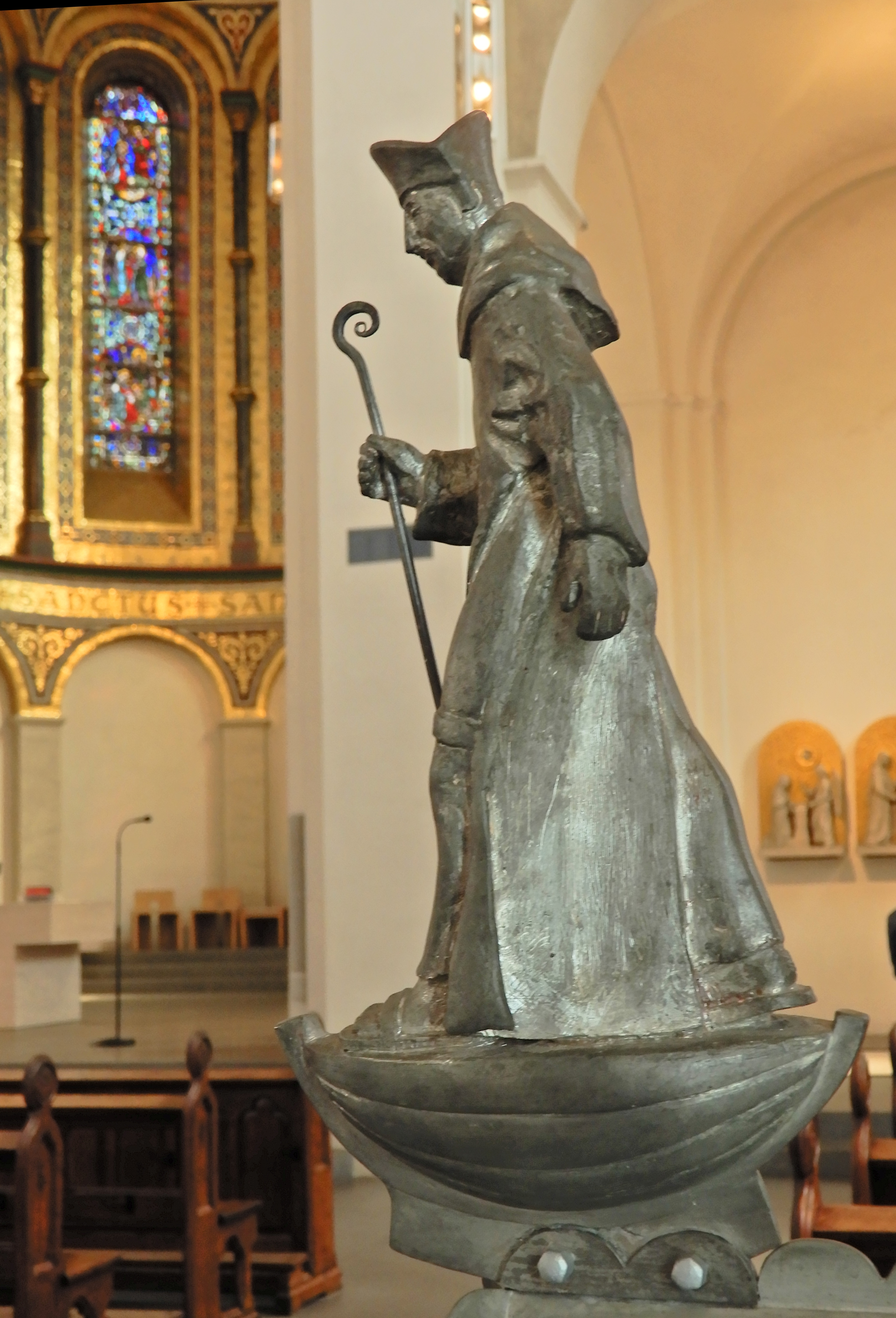
Relikviář sv. Ansgara - Oskara (detail figury na stříšce), Mariánský dóm, Hamburg

Narodil se v chudé rodině, když mu bylo pět let, zemřela mu matka a následně byl dán na vzdělání do kláštera benediktinů v Corbie. Od roku 816 v téže benediktinské škole sám vyučoval. Jako ředitel této školy byl Ansgar vyslán, aby založil klášter Corvay ve Vestfálsku. K této cestě získal sílu ze zjevení, jímž se cítil být povolán. Roku 823 byl synodou v Ingelheimu vybrán pro misionářskou činnost v Dánsku, kde již před tím působil misionář Ebbo z Remeše. Byl vyslán na dánský dvůr křesťanského krále Haralda Klaka. Když za králem Ludvíkem Pobožným přišla v roce 829 do Wormsu delegace dvou poslů ze Švédska, od švédského krále Björna at Haugi, Ludvík vybral Ansgara jako vůdčího misionáře. Poslové tvrdili, že velké množství Švédů se chce nechat pokřtít a obrátit se na křesťanskou víru. Ansgar přijel do Birky v roce 829 se svým spolubratrem Witmarem. V roce 831 vytvořili malou komunitu, jejímž třetím členem byl králův osobní sluha Hergeir. Arcibiskup Drogo z Metz jej pro tuto misii povýšil na biskupa. Ansgar se zde proslavil jako „Apoštol severu“. Papež Řehoř IV. mu za tyto zásluhy udělil pallium, arcibiskupské svěcení a jmenoval jej papežským legátem pro území Dánska, Švédska a Slovanů (!). Zároveň se v jeho životopise popisují další zjevení, jimiž proslul jako vizionář.

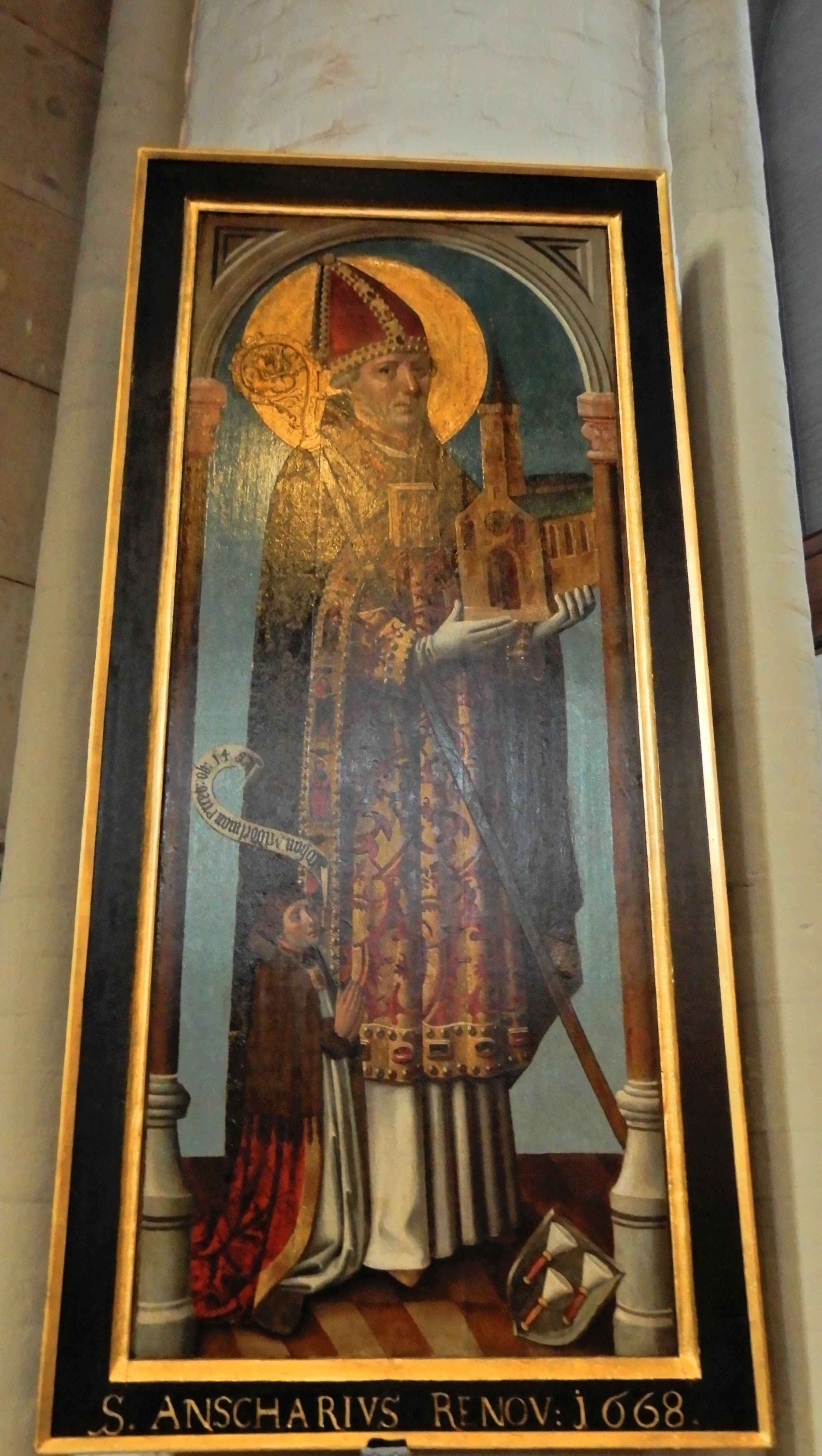
Svatý Ansgar (Oskar), malba Hans Bornemann, asi 1457, obnoveno 1668, Kostel sv. Petra, Hamburg

Ze Skandinávie Ansgar s druhy přeplul do Šlesvicka-Holštýnska, kde bylo centrem sídlo s přístavem Hamburk. Původně jen biskupské sídlo zde dal založit císař Karel Veliký jako misijní stanici křesťanství pro severní území dnešního Německa a jižní Skandinávii. Ansgar odtud jezdil zakládat kostely po celém kraji. Znovu se také vypravil do Švédska a do Norska.
Ansgar zemřel jako svatý vyznavač přirozenou smrtí v roce 865 v Brémách. Jeho život zaznamenal Rimbert, jeho nástupce na arcibiskupském stolci, v latinském spise s názvem Rimberti Vita Ansgari („Rimbertův Život Ansgara“).

## Dílo
Ansgar byl také literárně činný. Nejznámější je jeho spis o zázracích uzdravení několika věřících na hrobě brémského biskupa Willehada v dómu v Brémách.

## Úcta
Ansgar je svatým patronem měst Hamburk a Brémy.
- Mariánský dóm v Hamburku byl centrem Ansgarova kultu od svého založení ve 13. století, v současnosti jsou relikvie uloženy v kopii hildesheimského relikviáře.
- Oltář s nejstarším (gotickým) obrazem sv. Ansgara a nejstarší (gotickou) sochou sv. Ansgara, v chrámu sv. Petra v Hamburku
- Oltář s kopií obrazu sv. Ansgara v chrámu sv. Kateřiny v Hamburku
- Chrám sv. Ansgara v Hamburku, cyklus fresek ze života sv. Ansgara
- Dóm v Hildesheimu – relikviář s ostatky sv. Ansgara – přenesen roku 2010
- Kostel sv. Ansgara v Brémách – zde Ansgar působil po vyhnání z Hamburku a byl pohřben, kostel byl roku 1944 vybombardován
- Ramelsloh, kostel
- Lunestedt, kostel
- Kodaň, evangelický kostel sv. Ansgara
- Aalborg (Dánsko), kostel, relikviář ve tvaru lodi

## Vyobrazení
- samostatné: Stojící kněz v ornátu s insigniemi arcibiskupa (palliem, mitrou a berlou) a s modelem kostela v ruce; v Brémách může držet klíč od městských bran;
- zázračné plavby symbolizuje vyobrazení stojící postavy v lodi (např. relikviář z r.1928).
- skupinové: mezi svatými misionáři benediktinského řádu[1]